# Jhon Durán
Jhon Jader Durán Palacio (Medellín, 2003. december 13. –) kolumbiai válogatott labdarúgó, a Fenerbahçe csatára, kölcsönben az en-Naszrtől.

## Pályafutása

### Klubcsapatokban

#### Envigado
Durán 2019. február 13-án mutatkozott be az Envigado színeiben, a Jaguares de Córdoba ellen, a kolumbiai kupában. 11 éves korától játszott a csapat akadémiáján. Szeptember 1-én az Águilas Doradas Rionegro ellen szerezte első gólját, 15 éves és 8 hónapos korában, harmadik pályára lépésén. A bajnokság második legfiatalabb gólszerzője.
2020 októberében szerepelt a The Guardian A világ 60 legjobb fiatal tehetsége listáján.

#### Chicago Fire
2021. január 11-én a Chicago Fire bejelentette, hogy megegyeztek az Envigadóval Durán leszerződtetésében, aki három éves szerződést írt alá, két éves hosszabbítási opcióval. A szerződés 2022. január 1-én kezdődött meg.
Durán 2022. február 26-án mutatkozott be az Inter Miami ellen, első gólját pedig az FC Cincinnati ellen szerezte, 2022. május 14-én.

#### Aston Villa
2023. január 16-án az Aston Villa bejelentette, hogy leszerződtették Duránt. A játékos idő előtt elhagyta az U20-as kolumbiai válogatott felkészülési táborát a 2023-as dél-amerikai bajnokság előtt, hogy Angliába repülhessen, hivatalosan január 23-án szerződött Birminghambe. Az átigazolás közel tízszer akkora összeg volt, mint amit egy évvel korábban a chicagói csapat fizetett érte.
2023. február 4-én Durán bemutatkozott a Premier League-ben, a Leicester City elleni 4–2-es vereség során.
Durán 2023. augusztus 20-án szerezte meg első gólját az Aston Villa színeiben, az Everton elleni 4–0-ás győzelem során. Augusztus 31-én gólt szerzett az UEFA Konferencia Ligában, a Hibernian ellen. 2023 szeptemberében szerzett gólja a Crystal Palace ellen csapata legjobb találatának lett választva a szezon végén. 2024. május 13-án megszerezte első dupláját, két gólos hátrányból kiegyenlítve a Liverpool ellen, életben tartva csapata UEFA-bajnokok ligája reményeit.

#### En-Naszr
2025. január 31-én öt és fél éves szerződést ír alá a szaúdi en-Naszr csapatával, amellyel a bajnokság második legdrágább játékosa lett.

### Fenerbahçe
2025. július 6-án a török Fenerbahçe csapata vette kölcsön a 2025–26-os szezon végéig.

### A válogatottban
Durán képviselte az U17-es kolumbiai válogatottat a 2019-es dél-amerikai bajnokságon.
2022. szeptember 24-én mutatkozott be a felnőtt válogatottban, Radamel Falcao cseréjeként a félidőben, Guatemala ellen. 2023. március 28-án szerezte első gólját, Japán ellen, ami egyben első pályára lépése is volt kezdőként.

## Statisztika

### Klubcsapatokban
Frissítve: 2024. szeptember 14.
| Csapat           | Szezon           | Bajnokság           | Bajnokság | Bajnokság | Kupa | Kupa  | Ligakupa | Ligakupa | Nemzetközi | Nemzetközi | Összesen | Összesen |
| Csapat           | Szezon           | Osztály             | P.        | Gólok     | P.   | Gólok | P.       | Gólok    | P.         | Gólok      | P.       | Gólok    |
| ---------------- | ---------------- | ------------------- | --------- | --------- | ---- | ----- | -------- | -------- | ---------- | ---------- | -------- | -------- |
| Envigado         | 2019             | Categoría Primera A | 10        | 1         | 1    | 0     | —        | —        | —          | —          | 11       | 1        |
| Envigado         | 2020             | Categoría Primera A | 13        | 1         | 2    | 0     | —        | —        | —          | —          | 15       | 1        |
| Envigado         | 2021             | Categoría Primera A | 24        | 7         | 1    | 1     | —        | —        | —          | —          | 25       | 8        |
| Envigado         | Összesen         | Összesen            | 47        | 9         | 4    | 1     | 0        | 0        | 0          | 0          | 51       | 10       |
| Chicago Fire     | 2022             | Major League Soccer | 27        | 8         | 1    | 0     | —        | —        | —          | —          | 28       | 8        |
| Chicago Fire II  | 2022             | MLS Next Pro        | 2         | 0         | —    | —     | —        | —        | —          | —          | 2        | 0        |
| Aston Villa      | 2022–2023        | Premier League      | 12        | 0         | —    | —     | –        | –        | —          | —          | 12       | 0        |
| Aston Villa      | 2023–2024        | Premier League      | 23        | 5         | 1    | 0     | 1        | 0        | 12         | 3          | 37       | 8        |
| Aston Villa      | 2024–2025        | Premier League      | 4         | 3         | 0    | 0     | 0        | 0        | 0          | 0          | 4        | 3        |
| Aston Villa      | Összesen         | Összesen            | 39        | 8         | 1    | 0     | 1        | 0        | 12         | 3          | 53       | 11       |
| Karrier összesen | Karrier összesen | Karrier összesen    | 115       | 25        | 6    | 1     | 1        | 0        | 12         | 3          | 134      | 29       |

1. ↑  Pályára lépések az UEFA Konferencia Ligában

### A válogatottban
Frissítve: 2024. szeptember 10.
| Válogatott | Év       | Pályára lépések | Gólok |
| ---------- | -------- | --------------- | ----- |
| Kolumbia   | 2022     | 3               | 0     |
| Kolumbia   | 2023     | 5               | 1     |
| Kolumbia   | 2024     | 4               | 0     |
| Összesen   | Összesen | 12              | 1     |

#### Gólok a válogatottban
| # | Dátum             | Helyszín                              | V. | Ellenfél | Eredmény | Végeredmény | Kiírás             | For.   |
| - | ----------------- | ------------------------------------- | -- | -------- | -------- | ----------- | ------------------ | ------ |
| 1 | 2023. március 28. | Jodoko Szakura Stadion, Oszaka, Japán | 5  | Japán    | 1–1      | 2–1         | 2023-as Kirin-kupa | [ 24 ] |